# Padas (Dagangan)
Padas is een bestuurslaag in het regentschap Madiun van de provincie Oost-Java, Indonesië. Padas telt 1245 inwoners (volkstelling 2010).